# Wolfdieter Maurer
Wolfdieter Maurer (* 1941 in Wien) ist ein international tätiger österreichischer Dirigent.

## Leben
Maurer war Kapellmeister und Dirigent bei den Wiener Sängerknaben, danach Dirigent am Stadttheater Klagenfurt und am Theater Basel sowie an den Staatstheatern München, Braunschweig und Oldenburg. Zwischen 1979 und 1991 war er Generalmusikdirektor des Mainfranken Theaters und des Städtischen Philharmonischen Orchesters Würzburg und künstlerischer Leiter des Mozartfestes der Stadt Würzburg sowie Dozent an der dortigen Musikhochschule.
Von 1998 bis 2001 war er Chefdirigent des Slowakischen Nationaltheaters in Bratislava. 
Am 11. April 2011 leitete Maurer die nationalen Symphoniker Nordkoreas, die zur Feier des 99. Geburtstags von Kim Il-sung die Unsterbliche Hymne der Revolution (auch Lied vom General Kim Il-sung) spielten.